# Richard Bergmann
Pour les articles homonymes, voir Bergmann.
Richard Bergmann, né le 10 avril 1919 à Vienne, en Autriche, et mort le 5 avril 1970, est un joueur de tennis de table autrichien et britannique.

## Biographie
Lauréat de sept championnats du monde, dont quatre en simple, Bergmann a été considéré comme le plus grand joueur défensif dans l'histoire du tennis de table. En 1936, il a remporté son premier titre mondial en tant que membre de la Fédération autrichienne lors des championnats du monde par équipe.
Il a remporté son premier championnat mondial en simple, un an plus tard et, ce faisant, est devenu le plus jeune joueur à remporter le titre.
Lorsque les nazis ont envahi l'Autriche en 1938, Bergmann a fui vers l'Angleterre. En 1939, il a remporté sa deuxième couronne mondiale en simple et le double titre mondial, avec comme partenaire Viktor Barna. Après la Seconde Guerre mondiale, il a récupéré son titre en 1948 en tant que champion mondial en simple, et de nouveau en 1950. Il a participé à ses derniers championnats du monde en tant que membre de l'équipe nationale anglaise.
Dans le milieu des années 1950, Bergmann est devenu le premier joueur professionnel de tennis de table à faire des tournées avec les Harlem Globetrotters équipe de basket-ball.
Il a été intronisé dans l'International Jewish Sports Hall of Fame en 1982 et au Temple de la renommée du tennis de table en 1993.

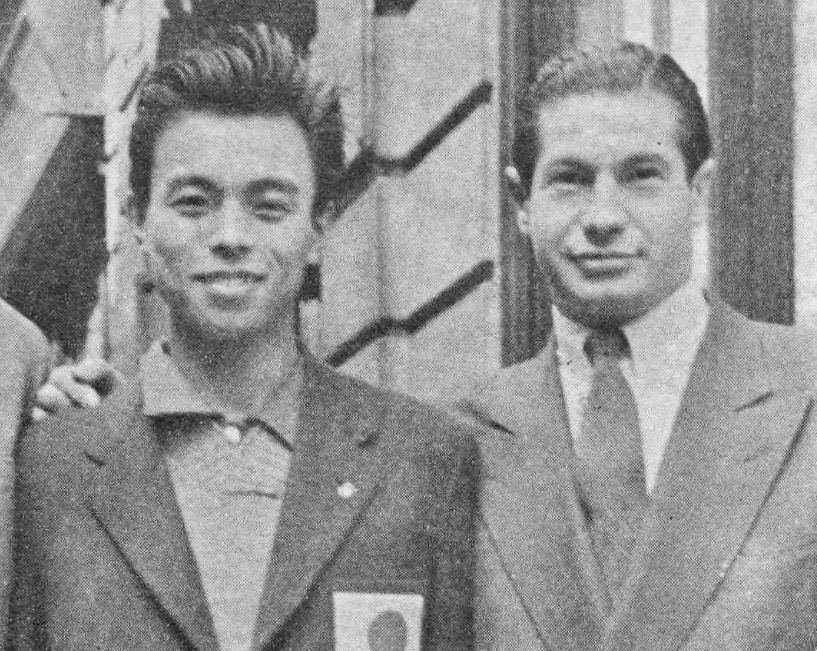
Richard Bergmann (à droite) avec Ichiro Ogimura.